# Władysław Koreniuk
Władysław Koreniuk (ur. 8 stycznia 1994) – ukraiński koszykarz, występujący na pozycji środkowego, obecnie zawodnik Nevėžisu Kiejdany.
25 lipca 2016 został zawodnikiem BM Slam Stali Ostrów Wielkopolski. 1 grudnia opuścił klub. 8 września 2017 został zawodnikiem litewskiego Nevėžisu Kiejdany.

## Osiągnięcia
Stan na 2 sierpnia 2016, na podstawie, o ile nie zaznaczono inaczej.
Drużynowe
- Mistrz Ukrainy (2016)
- Wicemistrz Ukrainy (2015)
- Finalista Pucharu Ukrainy (2015)

Reprezentacja
- Brązowy medalista mistrzostw Europy U–20 Dywizji B (2014)
- Uczestnik:
  - mistrzostw Europy U–20 (2013 – 18. m.)
  - mistrzostw Europy U–18 (2012 – 12. m.)
- Zaliczony do I składu najlepszych zawodników mistrzostw Europy U–20 Dywizji B (2014)
- Lider Eurobasketu U-20 w zbiórkach (2013)